# كأس تونس للكرة الطائرة للرجال 1984–85
كأس تونس للكرة الطائرة للرجال 1984-1985 هو الموسم رقم 29 من كأس تونس للكرة الطائرة للرجال.

فاز بهذا الموسم النادي الرياضي الصفاقسي.

## روابط خارجية
- الموقع الرسمي للجامعة التونسية للكرة الطائرة.